# 46053 Девідпаттерсон
46053 Девідпаттерсон (46053 Davidpatterson) — астероїд головного поясу, відкритий 21 лютого 2001 року.
Тіссеранів параметр щодо Юпітера — 3,710.